# Korale madreporowe

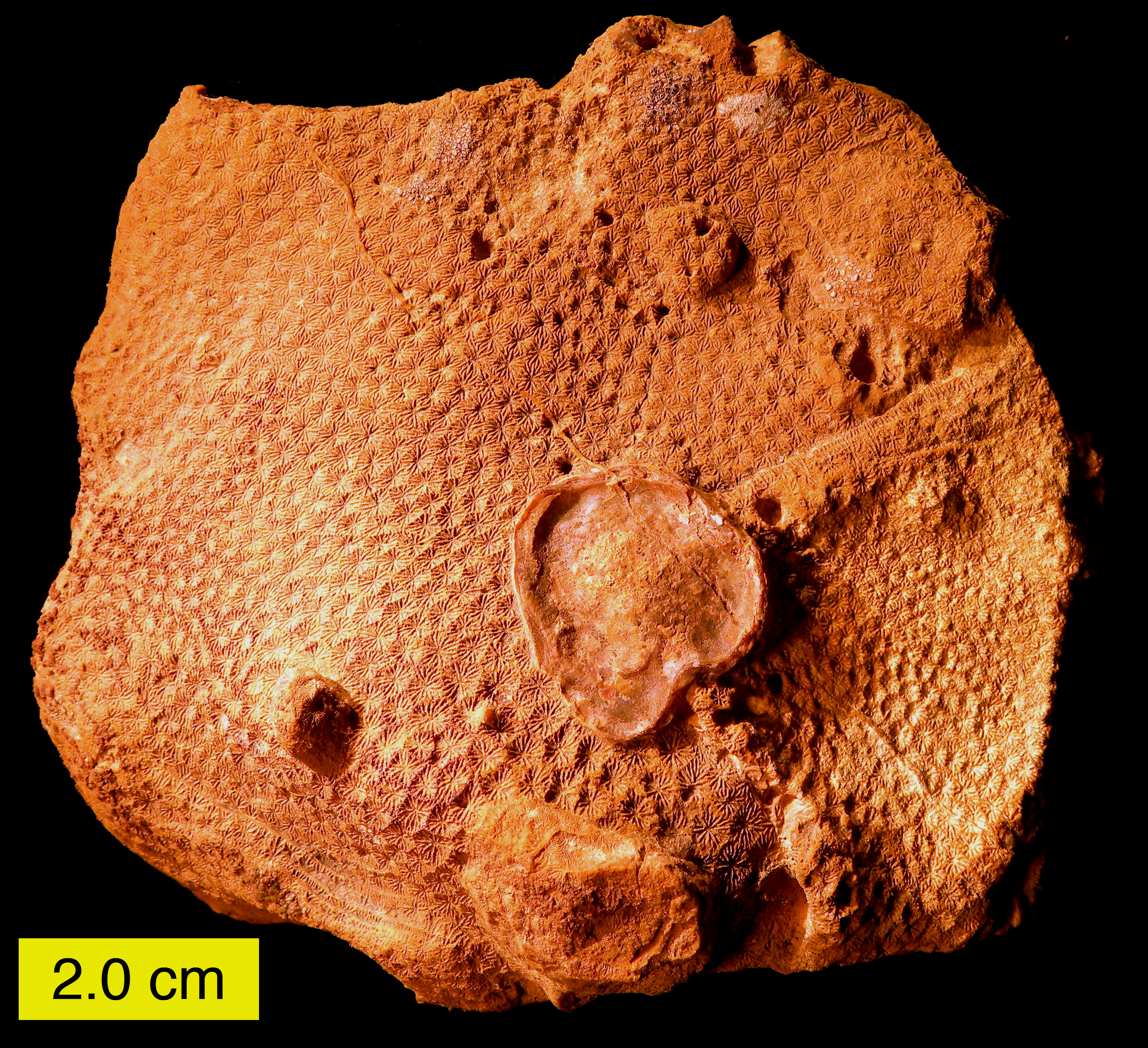
Skamieniałość z formacji Matmor w Izraelu

Korale madreporowe, korale rafotwórcze, korale kamienne, korale rafowe (Scleractinia) określane też jako koralowce kamienne (Scleractina) lub madreporowce (Madreporaria) – rząd koralowców sześciopromiennych (Hexacorallia), do którego należą drobne, osiadłe, przeważnie kolonijne polipy (antopolipy) wytwarzające zewnętrzne szkielety z węglanu wapnia tworzące zwartą, wapienną masę. Połowa gatunków z tego rzędu to zwierzęta, które są głównym czynnikiem rafotwórczym – dzięki nim powstają rafy i wyspy koralowe. W zapisie kopalnym są znane od środkowego triasu (około 245 mln lat temu) – już wówczas były grupą silnie zróżnicowaną. Wiele gatunków tych korali jest zagrożonych wyginięciem. Przykładowymi przedstawicielami korali madreporowych są gatunki z rodzajów Madrepora (rodzaj, od którego wywodzi się nazwa rzędu), Meandrina, zwana wądolnicą oraz żyjące pojedynczo Fungia (grzybniki), o kształcie grzyba kapeluszowego.

## Występowanie
Większość gatunków rafotwórczych żyje na małych głębokościach (do około 50 m p.p.m.), głównie w morzach tropikalnych, czyli tam, gdzie temperatura nie spada poniżej 20 °C. Pozostałe występują we wszystkich strefach oceanów, włącznie z regionami strefy umiarkowanej i polarnej, od płycizn po głębokość 6000 m.

## Charakterystyka

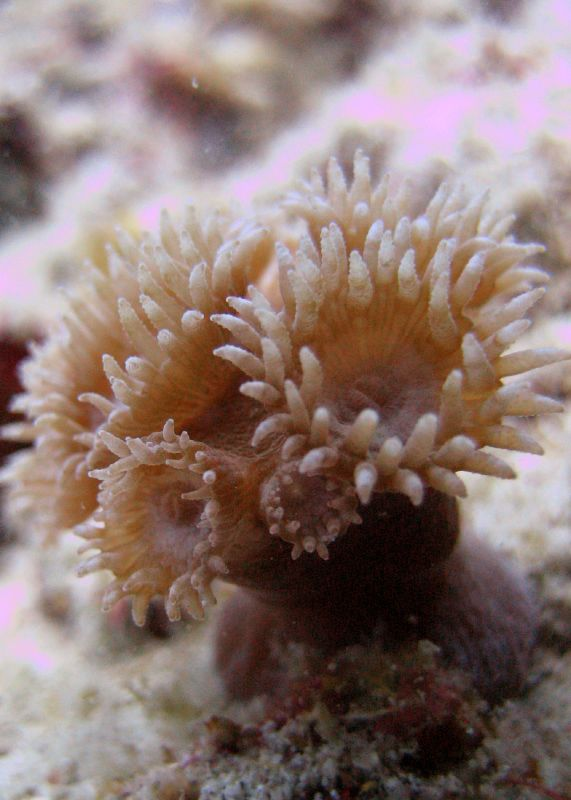
Młody koral

Parzydełkowce z rzędu korali madreporowych tworzą masywne szkielety zewnętrzne o unikalnej wśród parzydełkowców konstrukcji i różnorodnych kształtach. Mogą występować w postaci kilkumetrowej wysokości drzewek, czaszy, półkolistych bloków lub wzgórków o wielometrowej średnicy. Wzgórki powstają w miarę zamierania starych polipów, na których martwym szkielecie tworzą się nowe warstwy, dzięki czemu grubość kolonii szybko wzrasta. U niektórych gatunków przyrost ten może dochodzić do 10 cm rocznie. W ten sposób powstają rafy koralowe. Korale madreporowe mogą tworzyć też wyspy zwane atolami. Nieliczne antopolipy żyją pojedynczo. Mogą wówczas osiągać znaczne rozmiary. Największy Fungia fungites osiąga 25 cm średnicy. W ciele Scleractinia występują komórki parzydełkowe typu stomoknidy i spirocysty.

## Rozmnażanie
U korali madreporowych występuje rozdzielnopłciowość i dwupłciowość (hermafrodytyzm). U obydwu form najczęściej następuje zapłodnienie wewnętrzne, zwykle w jamie gastralnej. Tam też przebiega wczesny rozwój larwy. Uwolniona planula osiada na podłożu i po upływie doby od zapłodnienia wydziela płytkę bazalną (tabulae). Polipy rozmnażają się też bezpłciowo poprzez bardzo intensywnie przebiegające dwa rodzaje pączkowania: ekstratentakularne, (boczne, poza koroną czułków) i intratentakularne (podłużne, wewnątrz korony). Do pierwszego rodzaju pączkowania dochodzi w tym samym momencie wśród wszystkich koralowców żyjących w danej rafie. Uwolnione woreczki z jajeczkami i plemnikami unoszą się ku powierzchni wody, co może sprawiać wrażenie, jakby w wodzie padał (z dołu do góry) śnieg. Zjawisko to można zaobserwować raz do roku, przez kilkadziesiąt minut, w nocy.  Polipy żyjące pojedynczo rozmnażają się przez podział poprzeczny skorelowany z rozmnażaniem płciowym.

## Systematyka
Opisano ponad 1400 gatunków współcześnie żyjących madreporowców zaliczanych do 27 rodzin. Znanych jest też około 5000 gatunków kopalnych. Wśród żyjących wyróżnia się dwie główne grupy ekologiczne. Pierwsza obejmuje około 660 gatunków rafotwórczych występujących w czystych i płytkich wodach tropikalnych. Do drugiej zaliczono prawie 670 gatunków w pozostałych strefach oceanów. Relacje pokrewieństwa pomiędzy nimi nie zostały poznane. W 1956 roku Wells podzielił korale madreporowe na pięć podrzędów:
- Astrocoeniina Vaughan & Wells, 1943
- Caryophylliina Vaughan & Wells, 1943

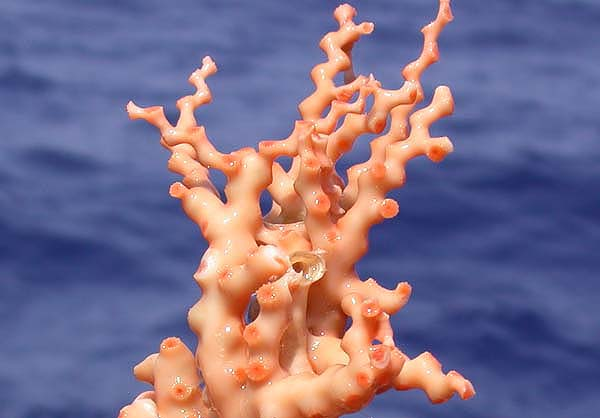
Madrepora occulata

- Dendrophylliina Vaughan & Wells, 1943
- Faviina Vaughan & Wells, 1943
- Fungiina

Koncepcja ta, jak również kilka innych, nie znajduje potwierdzenia w dotychczasowych badaniach. Klady proponowane w oparciu o dane molekularne nie korespondują z kladami wyznaczanymi na bazie cech morfologicznych. Analiza filogenetyczna przeprowadzona przez Kitaharę i współpracowników (2010) – wykorzystująca sekwencje DNA mitochondrialnego – sugeruje, że większość rodzin korali madreporowych żyjących na głębokich wodach jest monofiletyczna, podczas gdy większość rodzin obejmujących madreporowce żyjące w płytkich wodach to grupy polifiletyczne.

## Gatunki zagrożone

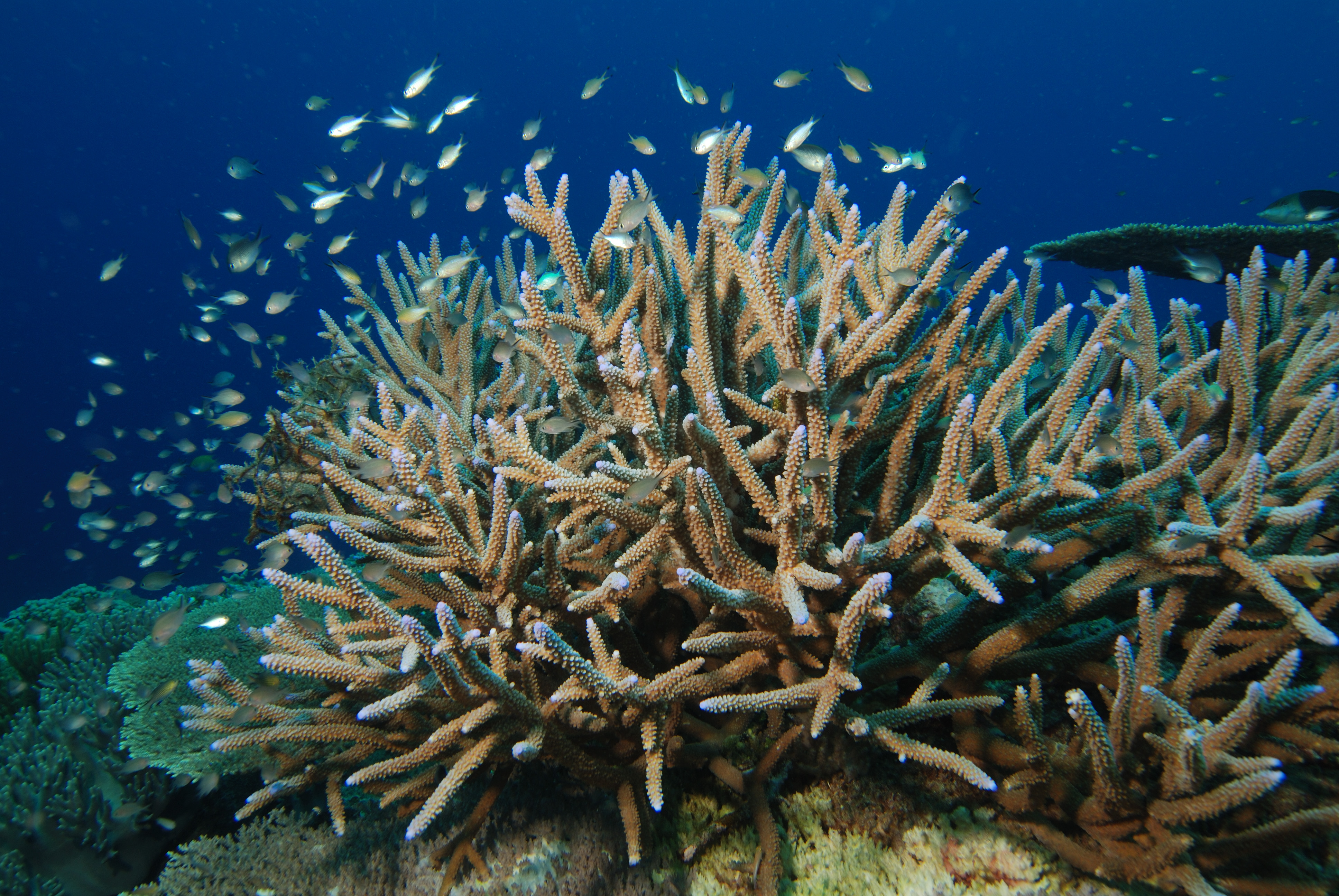
Acropora cervicornis jest krytycznie zagrożona wyginięciem (kategoria CR w klasyfikacji IUCN)

Do głównych przyczyn zagrażających tym zwierzętom należy wzrastające zanieczyszczenie i eutrofizacja wód. Do zagrożonych (kategorie CR i EN) należy wiele gatunków z rodzajów Acanthastrea, Acropora (m.in. Acropora cervicornis), Alveopora i Montipora, Siderastrea glynni oraz Tubastrea floreana – rzadki gatunek występujący u wybrzeży wysp Galapagos. Od 1982 r. jego zasięg skurczył się o 80% – przypuszczalnie wskutek wzrostu temperatury wód Oceanu Spokojnego (globalnego ocieplenia) oraz zjawiska El Niño (okresowej zmiany prądów oceanicznych).